# Касяни (Одеський район)
Касяни́ — село Доброславської селищної громади Одеського району Одеської області в Україні. Населення становить 2 осіб.

## Населення
Згідно з переписом УРСР 1989 року чисельність наявного населення села становила 10 осіб, з яких 2 чоловіки та 8 жінок.
За переписом населення України 2001 року в селі мешкали 2 особи. 100 % населення вказало своєю рідною мовою українську мову.